# سووروو (استان بلگورود)
سووروو (انگلیسی: Suvorovo, Belgorod Oblast) یک شهرک در بخش پروخوروفسکی استان بلگورود کشور روسیه است.